# Miyamoto Iori
Miyamoto Iori (宮本伊織, 13 de novembro de 1612 – 18 de maio de 1678) foi um samurai do Período Edo (século XVII) do Japão. Iori foi o filho adotivo de Miyamoto Musashi. 
Iori tornou-se um vassalo de Ogasawara Tadazane e em 1654 ergueu o Kokura Hibun, um monumento funerário em memória a Musashi, nove anos após a morte deste.

## Leituras complementares
- 福田正秀著『宮本武蔵研究論文集』歴研　2003年　ISBN 494776922X
- 福田正秀『宮本武蔵研究第2集・武州傳来記』ブイツーソリューション　2005年　 ISBN 4434072951